# Puerto Madroño
Puerto Madroño är en ort i kommunen Tejupilco i delstaten Mexiko i Mexiko. Samhället hade 223 invånare vid folkräkningen 2020.